# Fritillaria conica
Fritillaria conica är en liljeväxtart som beskrevs av Pierre Edmond Boissier. Fritillaria conica ingår i Klockliljesläktet och i familjen liljeväxter. IUCN kategoriserar arten globalt som starkt hotad. Inga underarter finns listade.